# ذا كلاري
ذا كلاري (سابقا وكلير في برج المياه) هو الشاهقة كبار المجتمع معيشة مستقلة تقع في حرم جامعة لويولا في شيكاغو برج المياه في جولد كوست في شيكاغو في راش شارع وشارع بيرسون . وهو مجتمع التقاعد الرعاية المستمرة . تم تصميم المبنى من طابق و 53 من بيركنز وويل، ويعد واحدا من أطول المباني المخصصة لكبار السن في العالم . ويشمل هذا المبنى أيضا 50,000 قدم مربع ( 4600 متر مربع) من مساحة الفصول الدراسية في أسفل ل استبدال اثنين من مباني الفصول الدراسية صغيرة تابعة ل جامعة لويولا في شيكاغو .
حتى نوفمبر 2011، تعود ملكية كلير والتي تديرها راهبات الفرنسيسكان في شيكاغو vفي 15 نوفمبر 2011، رفعت كلير للحماية من الإفلاس من الدائنين بعد أن فشلت في تقديم مدفوعات الديون  At the time, the building was only 34% occupied.[3] The property was sold in a bankruptcy auction to Senior Care Development LLC, a هارريسون (نيويورك)-based non-denominational senior care company.[3] The property is managed by Life Care Services

## صور الإنشاء

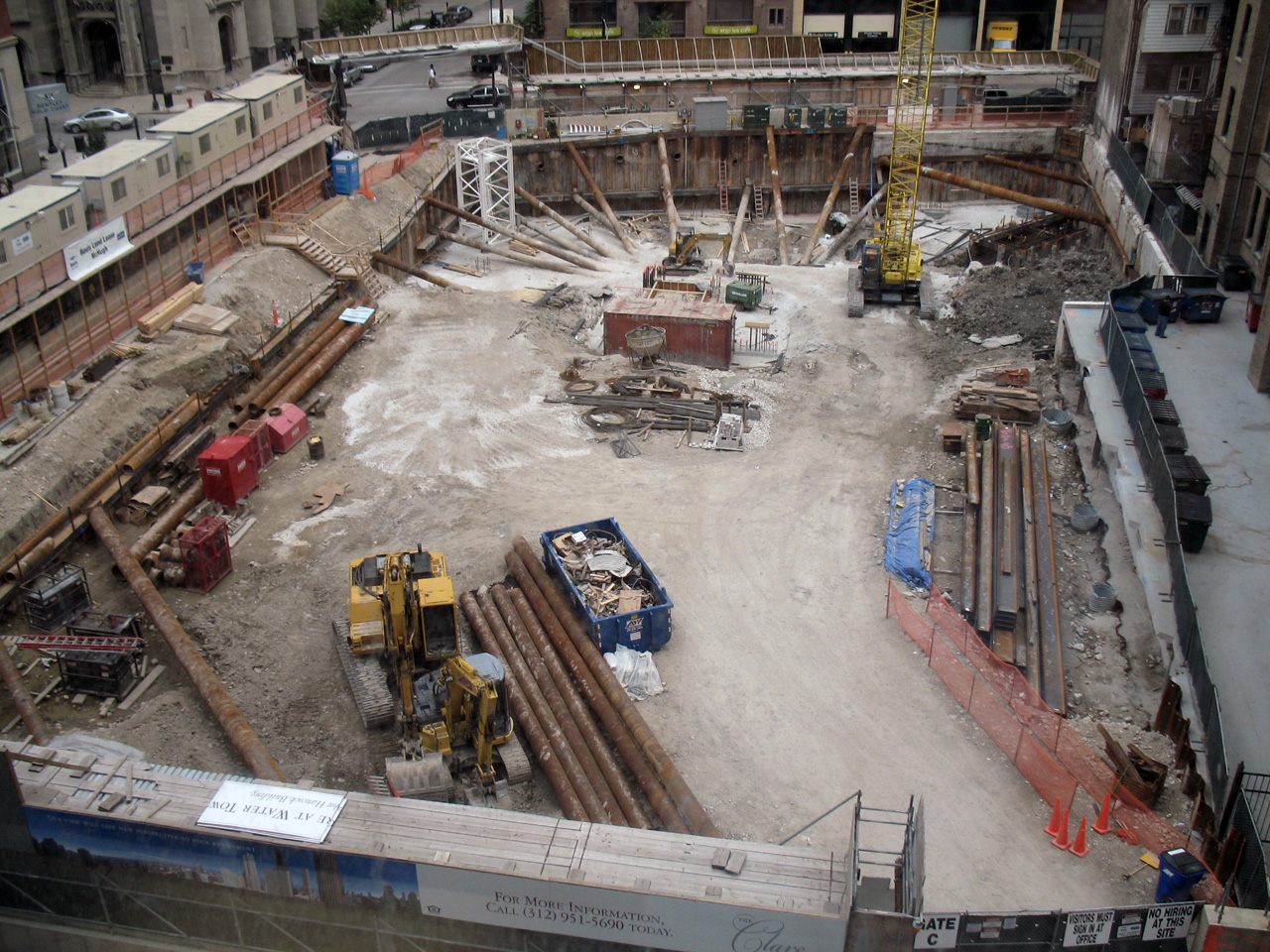
9 September 2006 Photographed from Loyola University Chicago's law library.
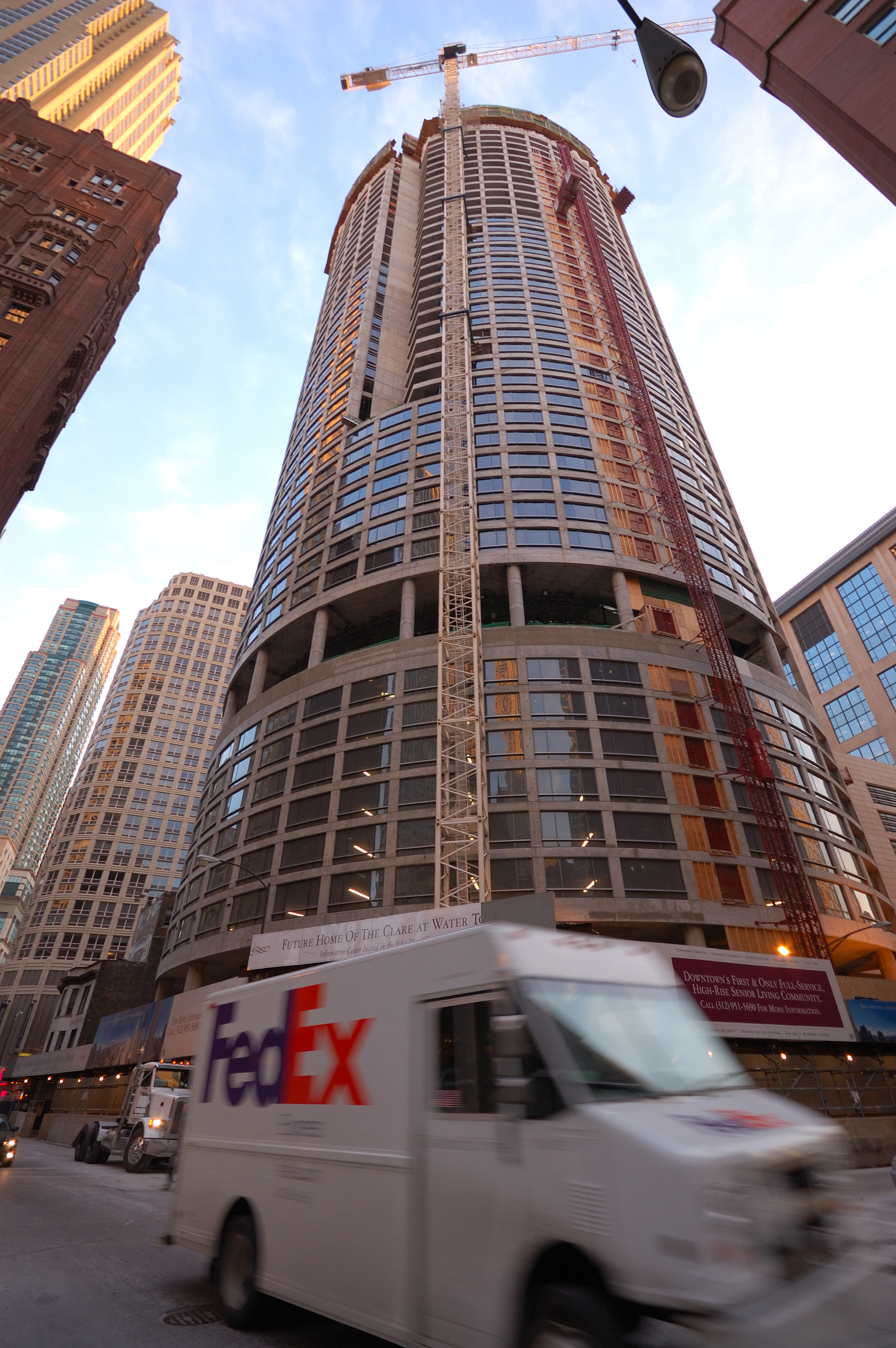
2008-01-16
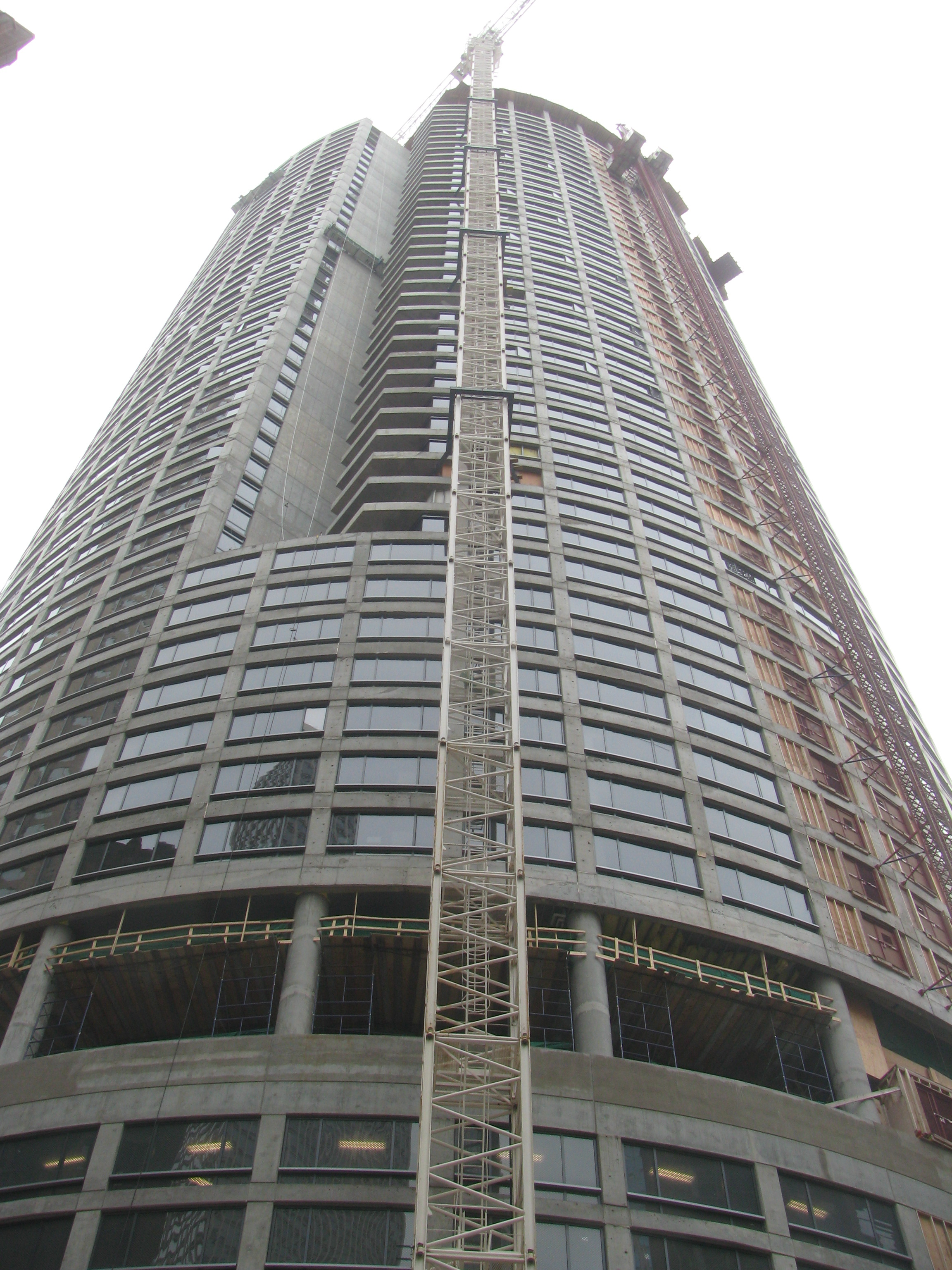
2008-05-14
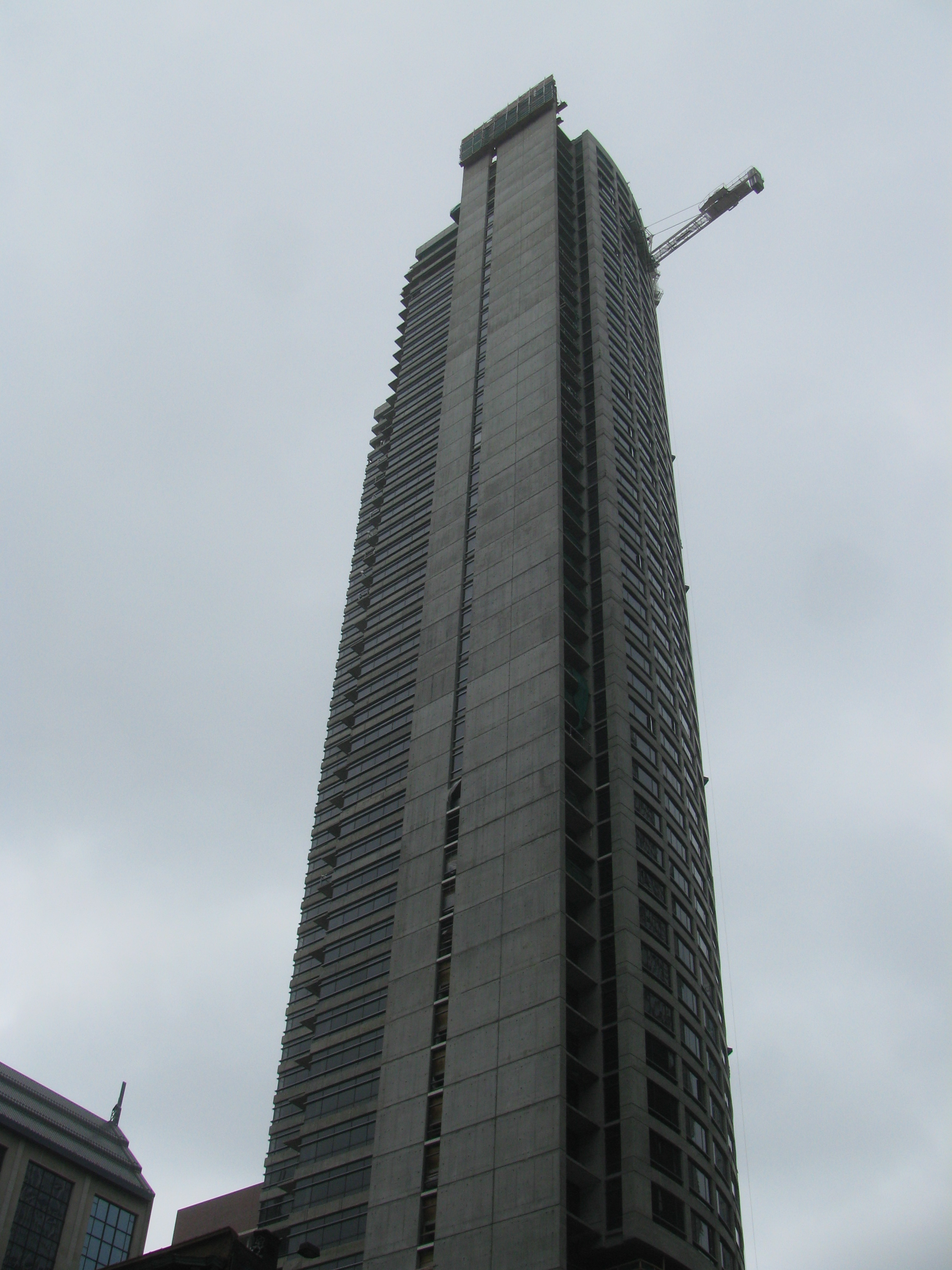
2008-05-14
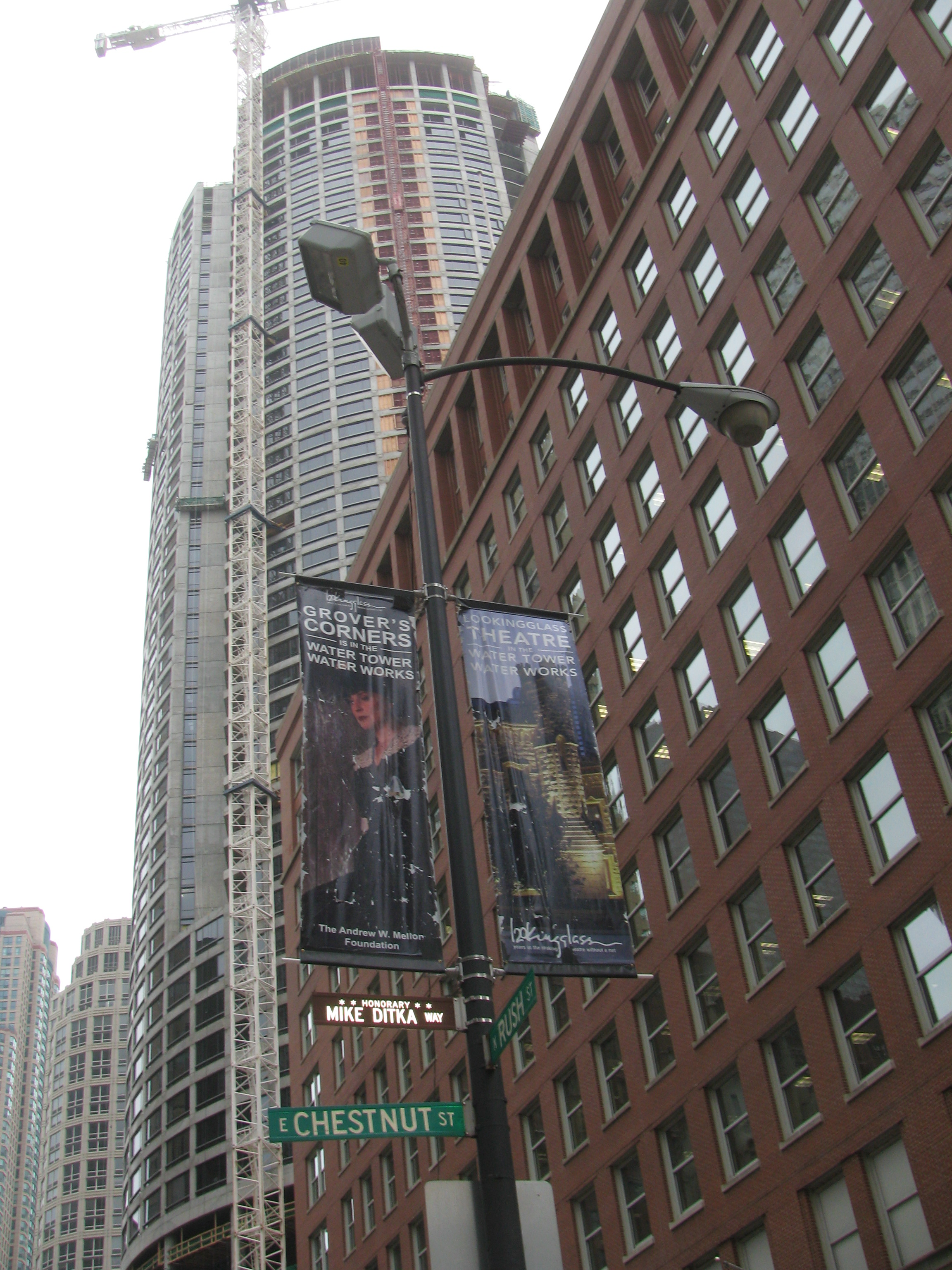
2008-05-14

## انظر ايضاً
- قائمة أطول المباني في شيكاغو
- مركز التجارة العالمي 1

## وصلات خارجية
- The Clare website
- Perkins+Will